# Blauwoogbronlibel
De blauwoogbronlibel (Cordulegaster insignis) is een echte libel uit de familie van de bronlibellen (Cordulegastridae).
De wetenschappelijke naam van de soort werd in 1845 gepubliceerd door Wilhelm Gottlieb Schneider. De Nederlandstalige naam is ontleend aan Libellen van Europa.

## Synoniemen
- Cordulegaster magnifica Bartenev, 1930
- Cordulegaster montandoni St. Quentin, 1971